# Triantha
Triantha — невеликий рід квіткових рослин родини тофільдієвих, вперше був виділений у 1879 році. Рід об'єднує чотири описані види. Один з них — ендемік Японії. Інші три походять з Північної Америки.

## Систематика
До того, як у 1995 році була виділена родина тофільдієві, Triantha та споріднені роди зазвичай відносили до нартецієвих, лілієвих або мелантієвих, але молекулярно-філогенетичні дослідження однодольних та частухоцвітих показали, що включення до цих родин Triantha робить їх поліфілетичними.
Деякі автори зараховують види роду Triantha до роду Tofieldia. Triantha відрізняється від Tofieldia своїми залозисто-опушеними стеблами та наявністю насіннєвих придатків. У 2011 році дослідження двох ядерних генів і десяти генів з ДНК хлоропластів показало, що Triantha і Tofieldia утворюють монофілетичну групу й тісно пов'язані сестринські групи. Види Triantha мають настільки високу гомологію ДНК, що автори не змогли виокремити жодних розбіжностей між ними за обраними 12-ма маркерами.
Види
1. Triantha glutinosa[en] (Michx. ) Бейкер — липкий асфодель — Канада, Аляска, регіон Великих озер, штат Мен, точково зустрічається в інших місцях США
2. Triantha japonica[en] (Мік. ) Бейкер — Хонсю
3. Triantha occidentalis (S.Wats.) R.R.Gates — західний несправжній асфодель — Західна Канада (Альберта, Британська Колумбія), західна Аляска, Вашингтон, Орегон, Каліфорнія, Айдахо, Монтана, Вайомінг)
4. Triantha racemosa[en] (Walter) Малий — несправжній златоцветнік — на узбережжі рівнини[en] Сполучених Штатів від Техасу до Нью-Джерсі

Порівняння послідовностей ДНК показало, що під назвою Triantha glutinosa можуть існувати два окремі види.

## Особливості біології
У серпні 2021 року дослідники повідомили, що вид Triantha occidentalis є м'ясоїдним, він ловить комах своїми липкими волосками та ферментативними виділеннями на стеблі.